# Kahla
Kahla este un oraș din landul Turingia, Germania.

## Galerie de imagini

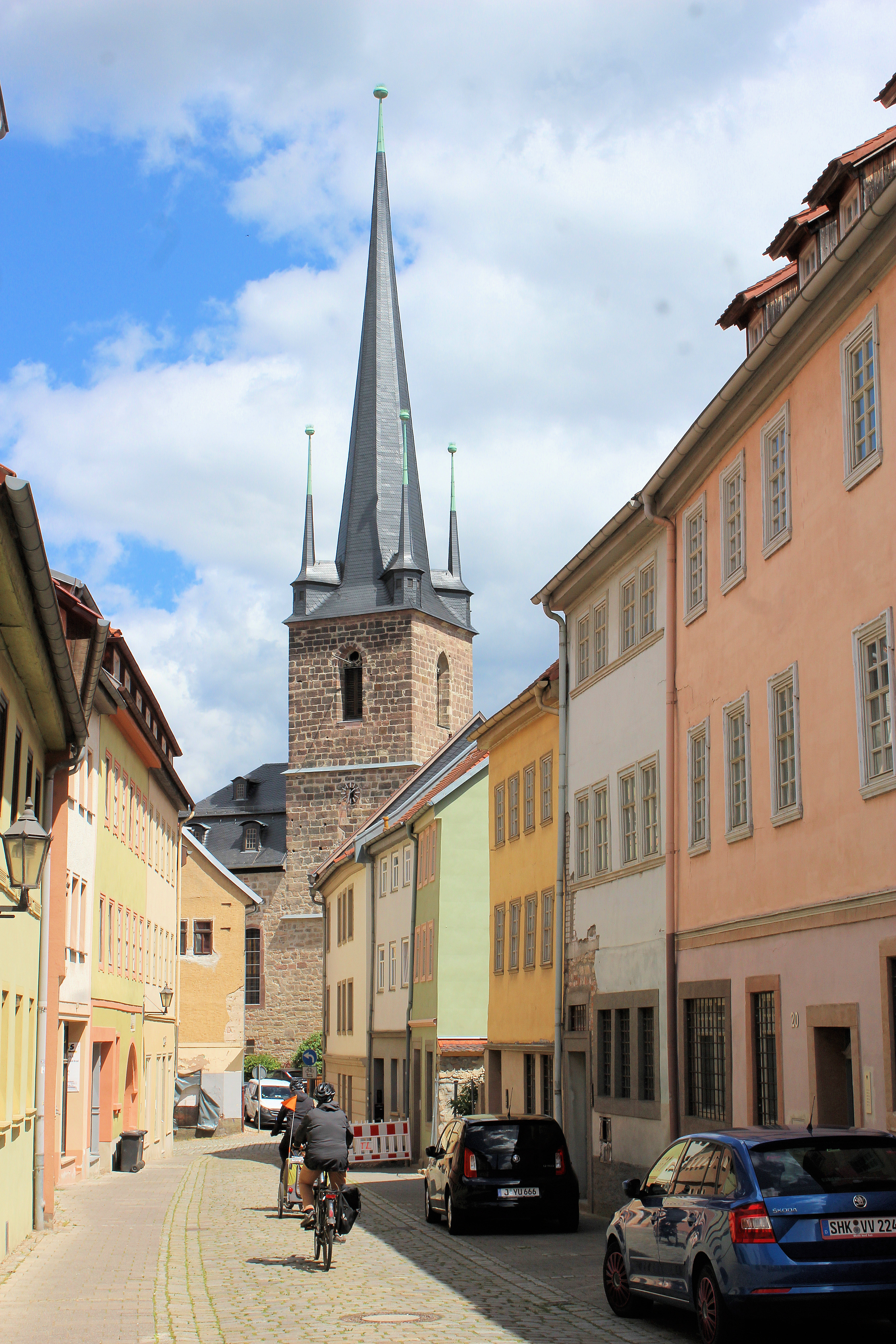
de

- Biserica Sfânta Margareta din Kahla⁠(de)[traduceți]